# Borgundska lesena cerkev
Borgundska lesena cerkev (norveško Borgund stavkyrkje) je nekdanja župnijska cerkev Norveške cerkve v občini Lærdal v okrožju Vestland na Norveškem. Zgrajena je bila okoli leta 1200 kot vaška cerkev Borgunda in je pripadala župniji Lærdal (del Sogn (dekanije) v škofiji Bjørgvin) do leta 1868, ko so bile njene verske funkcije prenesene na novo cerkev Borgund, ki je bila zgrajena v bližini. Staro cerkev so obnovili, konzervirali in uredili v muzej. Financira in vodi jo Društvo za ohranjanje starodavnih norveških spomenikov in je razvrščena kot triladijska cerkev tipa Sogn. Na njenem ozemlju je edini ohranjeni prostostoječi zvonik na Norveškem.

## Gradnja
Borgundska lesena cerkev je bila zgrajena nekje med letoma 1180 in 1250 s kasnejšimi dodatki in rekonstrukcijami. Njene stene so oblikovane z navpičnimi lesenimi deskami ali drogovi, od tod tudi ime stave v norveščini. Štirje vogalni stebri so med seboj povezani z talnimi pragovi, ki se opirajo na kamniti temelj. Vmesni drogovi se dvigajo iz talnih pragov; vsaka ima peresa in utor, da se prepletajo s sosednjimi in tvorijo trdno steno. Zunanje lesene površine so potemnjene z zaščitnimi plastmi katrana, destiliranega iz bora.
Cerkev je zgrajena na osnovi bazilike z zmanjšanimi stranskimi ladjami ter dodanim korom in apsido. Ima dvignjeno osrednjo ladjo, ki jo na štirih straneh razmejuje arkada. Ambulatorij poteka okoli te ploščadi ter v kor in apsido, ki sta bila dodana v 14. stoletju. Dodatni ambulatorij v obliki verande poteka okoli zunanjosti stavbe, zaščitene pod previsno skodlasto streho. Tloris te cerkve je podoben tlorisu centralnega grškega križa z dvojno lupino in apsido, pritrjeno na enem koncu namesto četrtega kraka. Vhodi v cerkev so v treh krajših krakih križa.
Strukturno je bila stavba opisana kot »kocka v kocki«, vsaka neodvisna od druge. Notranja »kocka« je sestavljena iz neprekinjenih stebrov, ki se dvigajo od nivoja tal, da podpirajo streho. Vrh arkade tvorijo obokani oporniki, kolenčasto povezani s stebri. Nad arkado so stebri povezani s križnimi, diagonalnimi trakovi, običajno imenovanimi »križi svetega Andreja«; ti nosijo obokane podpore, ki ponujajo vizualni ekvivalent »drugega nadstropja«. Čeprav ni funkcionalna galerija, to spominja na sodobne drugonadstropne galerije velikih kamnitih cerkva drugod po Evropi. Manjši tramovi, ki tečejo med temi zgornjimi nosilnimi stebri, pomagajo trdno pritrditi vse skupaj. Teža strehe je tako podprta z oporniki in stebri, ki preprečujejo premikanje strešnih sten navzdol in navzven.
Strešni nosilci so podprti s strmo nagnjenimi škarjastimi nosilci, ki tvorijo obliko X z ozkim zgornjim razponom in širšim spodnjim razponom, ki so povezani s spodnjim nosilcem, da se prepreči zrušitev. Dodatno oporo nudi opornik, ki seka čez X, pod točko križišča, a nad spodnjim opornikom. Streha je strmo naklonjena, vodoravno deskana in krita s skodlami. Prvotna zunanja streha bi bila zaščitena z deskami, položenimi po dolžini, namesto s skodlami. V poznejših letih so lesene skodle postale pogostejše. Strešna konstrukcija v obliki škarjastih tramov je značilna za večino lesenih cerkva.

## Zmaji
Borgundska lesena cerkev ima večstopenjske, previsne strehe, na vrhu katerih je na presečišču stolp ali zvonik s skodlasto streho, ki sega čez greben. Na vsakem od štirih zatrepov je stilizirana »zmajeva« glava, ki se dviga iz izrezljanih grebenov strehe, Hohler opaža njihovo podobnost z izrezljanimi zmajevimi glavami, ki jih najdemo na premcih nordijskih ladij. Podobni zatrepi se pojavljajo na majhnih bronastih relikviarijih v obliki cerkve, ki so v tem obdobju pogosti na Norveškem in v Evropi. Trenutne zmajeve glave so možna zamenjava iz 18. stoletja; podobne, originalne zmajeve glave so ostale na starejših stabbah, kot sta cerkev Lom in bližnja Urneška lesena cerkev. Borgundska je ena edinih lesenih cerkva, ki je ohranila grebenaste kape. Izrezljane so z odprto vinsko trto in prepletenimi motivi rastlin.
Štiri zunanje zmajeve glave so morda najbolj izrazit od vseh nekrščanskih simbolov, ki krasijo Borgundsko cerkev. Njihova funkcija je negotova in sporna; če so poganski, so rekrutirani za krščansko stvar v boju med dobrim in zlim. Morda so bili namenjeni odvračanju zlih duhov, ki naj bi ogrožali cerkveno stavbo; odganjati zlo, namesto da bi ga predstavljali.
Na spodnji stranski plošči zvonika so štirje izrezljani krožni izrezi. Rezbarije so umazane od vremenskih vplivov, smolnate in jih je težko razvozlati, zato obstaja nesoglasje o tem, kaj simbolizirajo. Nekateri verjamejo, da predstavljajo štiri evangeliste, ki jih simbolizirajo orel, vol, lev in človek. Hauglid opisuje rezbarije kot »zmaje, ki segajo s svojimi glavami proti zmaju sosednjega polja in vanj ugriznejo« in poudarja njihovo podobnost z rezbarijami v cerkvi Høre.
Zahodni portal cerkve (glavni vhod v ladjo) obdaja večja rezbarija zmajev, ki se grizejo v vrat in rep. Na dnu polstebrov, ki obkrožajo sprednji vhod, dve zmajevi glavi bruhata stebla vinske trte, ki se vijejo navzgor in so vpletena v zgornje zmaje. Rezbarija je podobna zahodnemu portalu cerkve Ål Stave, ki ima tudi zmaje v vzorcu pletenice traku, in sledi običajni kompoziciji na portalih Sogn-Valdres, večji skupini portalov z zelo jasne podobnosti. Bugge piše, da se je krščanska oblast morda sprijaznila s takšnimi poganskimi in »divjimi prizori« v cerkveni stavbi, ker bi lahko razkol razlagali kot boj med dobrim in zlim; v krščanski srednjeveški umetnosti je bil zmaj pogosto uporabljen kot simbol samega hudiča, vendar Bugge verjame, da so bile rezbarije zaščitne, kot zmajeve glave na cerkveni strehi.

## Notranjost
Notranjost cerkve je temna, saj vanjo ne prodre veliko dnevne svetlobe. Nekateri redki viri naravne svetlobe so ozka okrogla okna vzdolž strehe. Ozke odprtine naj bi preprečile vstop zlim duhovom. Trije vhodi so močno okrašeni z listjem in kačami in so dovolj široki, da lahko vstopi ena oseba, kar naj bi preprečilo vstop zlim duhovom poleg vernikov. Portali so bili prvotno pobarvani zeleno, rdeče, črno in belo.
Večina notranje opreme je bila odstranjena. V stavbi je le malo, razen vrste klopi, ki so nameščene ob steni znotraj cerkve v ambulantoriju zunaj arkade in dvignjene ploščadi, krstilnik iz steatita, oltar (z oltarno sliko iz 17. stoletja) ter omara za shranjevanje oltarnega posodja iz 16. stoletja. Po reformaciji, ko je bila cerkev spremenjena za protestantsko bogoslužje, so bile vključene klopi, prižnica in drugo standardno cerkveno pohištvo, ki pa je bilo odstranjeno, ker je stavba prišla pod zaščito Fortidsminneforeningen (Društvo za ohranjanje norveškega starodavnega Spomeniki).
Notranjo strukturo cerkve zaznamuje dvanajst samostoječih stebrov, ki podpirajo dvignjen osrednji prostor ladje. Na dolgi strani cerkve je dvojni interval med drugim in tretjim stebrom, vendar s polstebrom, ki se naslanja na spodnji nosilni tram (slop), ki poteka vmes. Dvojni interval omogoča prost dostop z južnega portala do osrednjega prostora cerkve, ki bi ga sicer ovirala srednja prečka. Vrhovi drogov so zaključeni z grotesknimi, izrezljanimi človeškimi in živalskimi maskami. Veznice so pritrjene z oporniki v obliki Andrejevih križev s središčem v obliki sonca in izrezljanimi oblikami listov vzdolž krakov. Križi se ponovno pojavijo v manj okrašeni obliki kot oklepaji vzdolž cerkvenih sten. Na severni in južni strani ladje je manjše količine svetlobe skupno osem oken, na vrhu zahodnega zatrepa ladje pa je okno novejšega datuma - verjetno iz predreformacijskih časov. Na južni steni ladje sta slovesna križa še na notranji strani stene. Notranje stene kora in zahodni portal imajo vgravirane figure in rune, od katerih nekatere izvirajo iz srednjega veka. Eden izmed najpogostejših runskih grafitov se glasi Ave Maria. Þórir (Thor), napisan »zvečer pri maši sv. Olafa«, za svoje težave krivi poganske Norne; morda ostanek starodavnih verovanj, saj se je mislilo, da ta ženska bitja vladajo osebni usodi vseh v nordijski mitologiji in Poetični Eddi.
Srednjeveška notranjost cerkve je skoraj nedotaknjena, razen za njene obnove in popravila, čeprav je bilo srednjeveško razpelo po reformaciji odstranjeno. Prvotni leseni pod in klopi, ki potekajo ob stenah ladje, so večinoma nedotaknjeni, skupaj s srednjeveškim kamnitim oltarjem in krstilnikom v obliki bazenčka iz steatita. Prižnica je iz obdobja 1550–1570, oltarna slika iz leta 1654, okvir okrog plošče pa iz leta 1620.[18] Slika na oltarni sliki prikazuje križanje v sredini, ob strani pa sta Devica Marija na levi in Janez Krstnik na desni. V polju bobniča lebdi bel golob na modri podlagi. Pod sliko je napis z zlatimi črkami na črni podlagi. Ohranjen je tudi zakrament iz obdobja 1550–1570 v enakem slogu kot prižnica. V zgodnjih 1870-ih je bila izvedena obnova stavbe, ki jo je vodil arhitekt Christian Christie, ki je odstranil klopi, galerijo v drugem nadstropju s sedeži, strop nad korom in različna okna, vključno z dvema velikima oknoma na severu in jugu. Ker je bil cilj vrniti cerkev v predreformacijsko stanje, so odstranili tudi vse poreformacijske notranje barve.
Slike iz 1990-ih prikazujejo jelenove rogove, obešene na nižje, proti vzhodu obrnjene stebre. Lokalna zgodba trdi, da je to vse, kar je ostalo od celega nagačenega severnega jelena, ustreljenega, ko je hotel vstopiti med mašo. Potopis iz leta 1668 trdi, da je bil severni jelen ustreljen med pridigo, »ko je kot čarovnik korakal pred drugimi živalskimi trupli«.

## Zvonik
Južno od cerkve je samostojno stoječi zvonik, ki pokriva ostanke srednjeveške livarne, iz katere je bil ulit cerkveni zvon. Verjetno je bil zgrajen sredi 13. stoletja. To je edini preostali prostostoječi zvonik na Norveškem. Okrog leta 1700 je dobil nova vrata, vendar so bila ta med 1920-imi in 1940-imi odstranjena in ne zamenjana, tako da je ostala razkrita fužinska jama. Za ohranitev notranjosti so v 1990-ih zgradili nove zidove kot obloge na zunanji strani stebrov. Eden od srednjeveških zvonov je na ogled v novi Borgundski cerkvi.

## Upravljanje
Leta 1868 je bila stavba opuščena kot cerkev, a spremenjena v muzej; to ga je rešilo običajnega rušenja cerkva iz te dobe. Nova Borgundska cerkev je bila zgrajena leta 1868 malo južno od stare cerkve. Stara cerkev se od tega leta formalno ne uporablja več za verske namene. Borgundsko leseno cerkev je kupilo Društvo za ohranjanje starodavnih norveških spomenikov leta 1877. Prvi vodnik v angleščini za cerkev je bil objavljen leta 1898. Od leta 2001 je Norveški direktorat za kulturno dediščino financiral program za raziskovanje, restavriranje, ohranjati in vzdrževati cerkve iz lesa.

## Zapuščina
Cerkev je služila kot zgled pri rekonstrukciji cerkve Fantoft v Fani v Bergnu leta 1883 in za njeno ponovno gradnjo leta 1997. Cerkev Gustava Adolfa v Hahnenkleeju v Nemčiji, zgrajena leta 1908, je zasnovana po Borgundski cerkvi. Štiri replike obstajajo v Združenih državah, ena v Chapel v Hills, Rapid City, Južna Dakota, druga v Lyme, Connecticut, tretja na Washington Island, Wisconsin in četrta v Minotu, Severna Dakota v Parku skandinavske dediščine.

## Galerija
- Slika iz knjige, ki jo je uredil J. C. C. Dahl, krajinski slikar in profesor na Akademiji za likovno umetnost K. S. v Dresdnu in Leipzigu, 1837
- Slikana v obdobju 1880-1890
- Stavkirken, Borgund, Martinus Rørbye, Ny Carlsberg Glyptotek, København, 1833
- Borgundska cerkvica v Lærdalenu
- Lev na okrasju loka iz Borgundske cerkve
- Vhod skozi lok s stebri
- Borgundska lesena cerkev, "nova" cerkev in center za obiskovalce zadaj
- Borgundska cerkev z vidnimi okni, osvetljenimi z dnevno svetlobo